# Josef Chloupek
Josef Chloupek, parfois orthographié Joszef Chloupek né le 22 avril 1908 à Vienne et mort dans la même ville le 11 janvier 1974, est un footballeur international autrichien évoluant au poste de défenseur. Il est souvent confondu avec son frère Franz Chloupek, lui aussi footballeur dans les années 1930.

## Carrière
Le défenseur Josef Chloupek commence sa carrière en 1927 au Floridsdorfer AC, à l'âge de 18 ans. Il y atteint les demi-finales de la Coupe d'Autriche de football en 1928. Cette année marque aussi sa première sélection en sélection nationale autrichienne. Chloupek honore sa deuxième sélection en 1931, date où il quitte l'Autriche pour la Suisse et le FC Zurich. 
Il évolue ensuite de 1932 à 1933 au FC Bâle et de 1933 à 1934 au FC Lugano avant de rejoindre l'Olympique de Marseille, entraîné par l'Autrichien Vinzenz Dittrich. Il ne s'y impose pas, n'y restant qu'une seule saison avec neuf matchs joués, et ne joue pas la finale de la Coupe de France de football 1934-1935 remportée par les Olympiens.
Le Viennois retourne dans le club de ses débuts, le Floridsdorfer AC puis va renforcer l'effectif du Wiener SC de 1936 à 1938. Il termine sa carrière au poste d'entraîneur-joueur au SK Dürnkrut de 1938 à 1940.